# Gustav Stolper

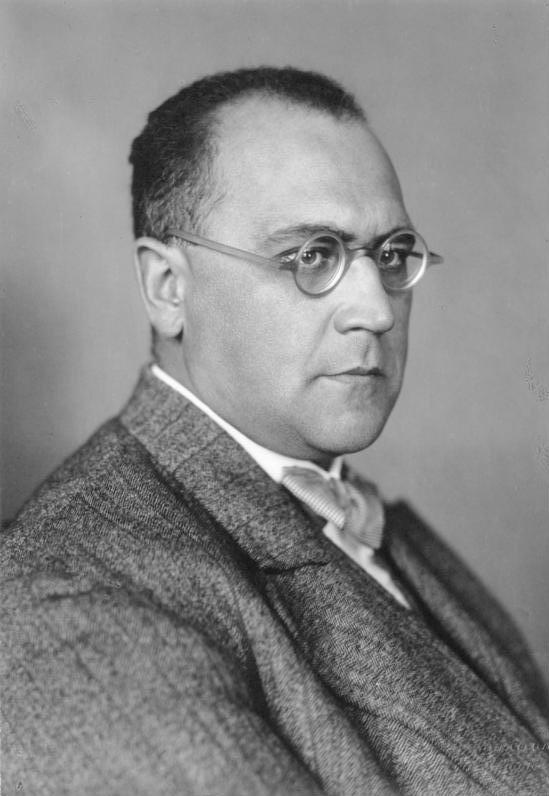
Gustav Stolper (1920)

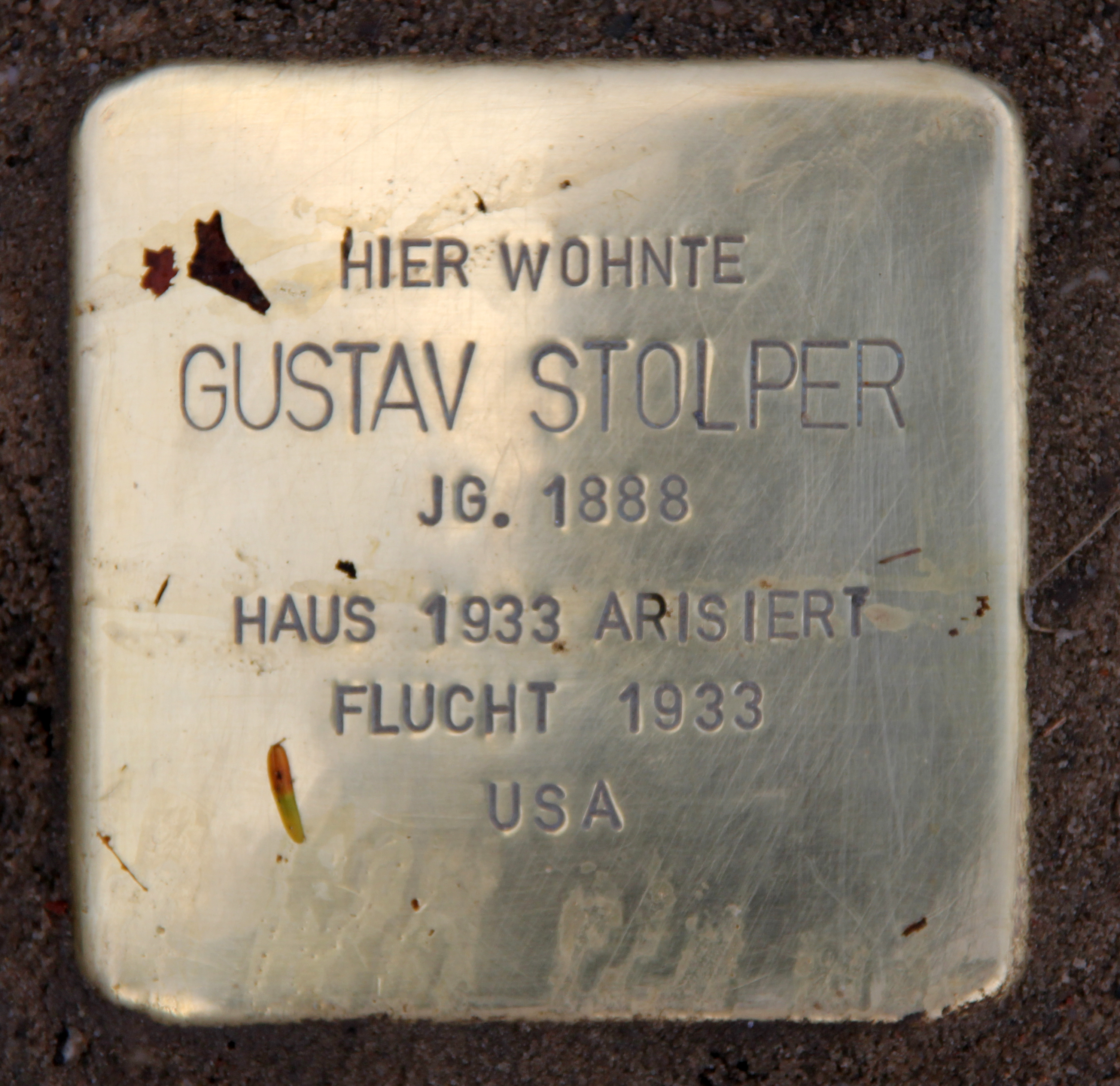
Stolperstein, Englerallee 25, in Berlin-Dahlem

Gustav Stolper (geboren 25. Juli 1888 in Wien, Österreich-Ungarn; gestorben 27. Dezember 1947 in New York City) war ein deutsch-österreichischer Nationalökonom, Wirtschaftsjournalist und liberaler Politiker.

## Leben
Gustav Stolper wuchs als Kind jüdischer Einwanderer aus Polen in Wien auf. Nach dem Abschluss der höheren Schule studierte Stolper an der Universität Wien Nationalökonomie und Rechtswissenschaften. Er schloss 1911 mit der Promotion ab.
Anschließend war er als Wirtschaftsjournalist bei der von Walther Federn herausgegebenen Zeitschrift Der Österreichische Volkswirt tätig. Im Jahr 1913 wurde er Mitherausgeber des Blattes. Außerdem war er in Österreich ein führender Anhänger der Mitteleuropaidee. Er veröffentlichte in diesem Zusammenhang das Buch Das mitteleuropäische Wirtschaftsproblem. Damit hat er die entsprechenden Ideen von Friedrich Naumann wirtschaftswissenschaftlich zu untermauern versucht.
Während des Ersten Weltkrieges wurde er Leiter der wissenschaftlichen Abteilung des österreichischen Generalkommissariats für Kriegs- und Übergangswirtschaft. Nach dem Ende der Monarchie wurde er zunächst Mitglied der Sozialdemokratischen Arbeiterpartei Deutschösterreichs (SDAP), ehe er kurze Zeit später zu den Demokraten wechselte. Der Versuch einer liberal-sozialen Partei Bürgerlich-Demokratische Partei scheiterte. Im Jahr 1919 war er österreichischer Delegierter bei den Verhandlungen über eine wirtschaftliche Vereinigung mit Deutschland. Im Jahr 1920 veröffentlichte er die Schrift Deutschösterreich als Sozial- und Wirtschaftsproblem.
Seit 1925 lebte und arbeitete Stolper in Berlin. Dort sah er für seine politischen Ideen größere Wirkungsmöglichkeiten. Er war zunächst Chefredakteur für Politik und Wirtschaft beim Berliner Börsen-Courier. Seit 1926 war er Chefredakteur der von ihm gegründeten Zeitschrift Der Deutsche Volkswirt. Zeitschrift für Politik und Wirtschaft, die er im Juli 1933 anlässlich seiner Emigration in die USA an Hjalmar Schacht verkaufte. In diesem Blatt schrieb u. a. Hanna Meuter über die Rationalisierung des amerikanischen Wohlfahrtswesens. Eng befreundet war er mit Theodor Heuss und Kurt Riezler.
Daneben engagierte sich Stolper politisch in der Deutschen Demokratischen Partei. In ihr  wurde er 1926 kooptiertes Mitglied des Vorstandes auf Reichsebene. Er hat das Wirtschaftsprogramm der Partei maßgeblich mitverfasst. Seit 1930 war er Spitzenkandidat der Deutschen Staatspartei und zog für diese in den Reichstag ein. Diesem gehörte er bis 1932 an. Zu dieser Zeit erschien auch sein Werk Die wirtschaftlich-soziale Weltanschauung der Demokratie (1930).
In der Zeit des Nationalsozialismus emigrierte Stolper über die Tschechoslowakei, die Schweiz, Belgien und Großbritannien in die USA. Hier war er als Journalist u. a. für die Zeitschrift Foreign Affairs und die New York Times tätig. Er war zeitweise wirtschaftspolitischer Berater bei der von Herbert Hoover geleiteten Untersuchungskommission zur wirtschaftlichen Nachkriegssituation in Deutschland und Österreich. Als Hoover 1947 Deutschland bereiste, hat ihn Stolper als Wirtschaftsreferent begleitet. Im Dezember 1947 starb er an der Grippe. Posthum erschien sein Buch German Realities (1948) auf Englisch und 1949 unter dem Titel Die deutsche Wirklichkeit auf Deutsch. Ebenfalls erst nach seinem Tod erschien die Übersetzung seiner 1940 veröffentlichten Wirtschaftsgeschichte als Deutsche Wirtschaft seit 1870.
Verheiratet war er mit Toni Stolper, geb. Kassowitz. Diese war enge Mitarbeiterin ihres Mannes und schrieb eine Biographie Stolpers unter dem Titel: Ein Leben in Brennpunkten unserer Zeit. Der älteste Sohn Gustav Stolpers aus erster Ehe war der Ökonom Wolfgang F. Stolper. Die Historikerin Joan Campbell ist ihre gemeinsame Tochter, der Assyriologe Matthew W. Stolper sein Enkel.

## Gustav-Stolper-Preis
Nach Gustav Stolper ist ein 2007 erstmals vergebener wirtschaftswissenschaftlicher Preis des Vereins für Socialpolitik benannt. Preisträger waren:
- 2007: Bruno S. Frey
- 2008: Hans-Werner Sinn
- 2009: Martin Hellwig
- 2010: Ernst Fehr
- 2011: Otmar Issing
- 2012: Wolfgang Franz
- 2013: Clemens Fuest
- 2014: Carl Christian von Weizsäcker
- 2015: Justus Haucap
- 2016: Christoph M. Schmidt
- 2017: Ludger Wößmann
- 2018: Isabel Schnabel
- 2019: Ulrike Malmendier
- 2020: Markus Brunnermeier
- 2021: Lars Feld
- 2022: Monika Schnitzer
- 2023: Veronika Grimm
- 2024: Simon Jäger

## Schriften
- Das mitteleuropäische Wirtschaftsproblem. Deuticke, Wien 1917.
- Wir und Deutschland. Deuticke, Wien 1917.
- Donauföderation oder Großdeutschland. Engelmann, Berlin 1919.
- (als Hrsg.): Deutsch-Österreich. Neue Beiträge über seine wirtschaftlichen Verhältnisse. Duncker & Humblot, Berlin 1921.
- Deutsch-Österreich als Sozial- und Wirtschaftsproblem. Drei Masken Verlag, München 1921.
- Das deutsche Wirtschaftsproblem. Der deutsche Volkswirt, Berlin 1928.
- Probleme der Reparationspolitik. Der deutsche Volkswirt, Berlin 1928.
- Ein Finanzplan. Vorschläge zur deutschen Finanzreform. Der deutsche Volkswirt, Berlin 1929.
- Die wirtschaftlich-soziale Weltanschauung der Demokratie. Stilke, Berlin 1929.
- This Age of Fable. The Political and Economic World We Live In. Reynal & Hitchcock, New York 1942.
- Die deutsche Wirklichkeit. Ein Beitrag zum künftigen Frieden Europas. Claassen & Goverts, Hamburg 1949.
- Die deutsche Wirtschaft 1870-1940. Kaiserreich - Republik - Drittes Reich. Mittelbach, Stuttgart 1950.